# Rawa Mazowiecka
Rawa Mazowiecka è una città polacca del distretto di Rawa nel voivodato di Łódź.
Ricopre una superficie di 14,28 km² e nel 2022 contava 16.090 abitanti.